# Šentjur pri Celju
Šentjur pri Celju (Duits: Sankt Georgen bei Cilli) is een gemeente in de Sloveense regio Savinjska en telt 18.470 inwoners (2002).
De gemeente telt de volgende deelraden: Blagovna, Dramlje, Kalobje, Loka pri Žusmu, Planina pri Sevnici, Ponikva, Prevorje, Slivnica pri Celju, Šentjur mesto (Šentjur stad) en Šentjur okolica (Šentjur omgeving).
In de gemeente ligt het partizanenhospitaal dat vanaf de zomer van 1944 begon te functioneren. De noodzaak van deze geheimeziekenboeg lag in de versterkte verzetsactiviteiten van twee brigades van het Sloveense Bevrijdingsfront in de regio. In februari 1945 werd het aan de Duitsers verraden, maar kon nog tijdig geruimd worden. Het hospitaal werd in 1958 opgeknapt en opengesteld voor publiek.

## Plaatsen in de gemeente
Bezovje pri Šentjurju, Bobovo pri Ponikvi, Boletina, Botričnica, Brdo, Brezje ob Slomu, Bukovje pri Slivnici, Cerovec, Črnolica, Dobje pri Lesičnem, Dobovec pri Ponikvi, Dobrina, Dole, Dolga Gora, Doropolje, Dramlje, Drobinsko, Golobinjek pri Planini, Gorica pri Slivnici, Goričica, Grobelno, Grušce, Hotunje, Hrastje, Hruševec, Hrušovje, Jakob pri Šentjurju, Jarmovec, Javorje, Jazbin Vrh, Jazbine, Jelce, Kalobje, Kameno, Kostrivnica, Košnica, Krajnčica, Krivica, Laze pri Dramljah, Loka pri Žusmu, Lokarje, Loke pri Planini, Lopaca, Lutrje, Marija Dobje, Okrog, Osredek, Ostrožno pri Ponikvi, Paridol, Planina pri Sevnici, Planinca, Planinska vas, Planinski Vrh, Pletovarje, Podgaj, Podgrad, Podlešje, Podlog pod Bohorjem, Podpeč nad Marofom, Podpeč pri Šentvidu, Podvine, Ponikva, Ponkvica, Prapretno, Primož pri Šentjurju, Proseniško, Rakitovec, Razbor, Repno, Rifnik, Sele, Slatina pri Ponikvi, Slivnica pri Celju, Sotensko pod Kalobjem, Spodnje Slemene, Srževica, Stopče, Straška Gorca, Straža na Gori, Svetelka, Šedina, Šentjur, Šentvid pri Planini, Šibenik, Tajhte, Tratna ob Voglajni, Tratna pri Grobelnem, Trno, Trnovec pri Dramljah, Trška Gorca, Turno, Uniše, Vejice, Vezovje, Visoče, Vodice pri Kalobju, Vodice pri Slivnici, Vodruž, Voduce, Vodule, Voglajna, Vrbno, Zagaj pri Ponikvi, Zalog pod Uršulo, Zgornje Selce, Zgornje Slemene, Zlateče pri Šentjurju, Žegar

## Geboren in
- Z. Anton Martin Slomšek (Uniše bij Ponikva, 1800-1862), bisschop en emancipator

Bistrica ob Sotli · Braslovče · Celje · Dobje · Dobrna · Gornji Grad · Kozje · Laško · Ljubno · Luče · Mozirje · Nazarje · Podčetrtek · Polzela · Prebold · Radeče · Rečica ob Savinji · Rogaška Slatina · Rogatec · Šentjur pri Celju · Slovenske Konjice · Šmarje pri Jelšah · Šmartno ob Paki · Solčava · Šoštanj · Štore · Tabor · Velenje · Vitanje · Vojnik · Vransko · Žalec · Zreče